# Lake Placid Speedskating Oval
Il Lake Placid Speedskating Oval è uno stadio all'aperto situato a Lake Placid, New York. L'arena ha ospitato le cerimonie di apertura e chiusura dei III Giochi olimpici invernali del 1932, nella stessa edizione ha ospitato anche le gare di pattinaggio di velocità. Quarantotto anni dopo, ai XIII Giochi olimpici invernali ha ospitato solamente le gare di pattinaggio di velocità.